# Dejan Nemec
Dejan Nemec (Murska Sobota, 1 maart 1977) is een voormalig Sloveens voetbaldoelman.

## Carrière

### Clubcarrière
Nemec begon zijn profcarrière bij NK Mura. In 2000 haalde Club Brugge de doelman naar het Jan Breydelstadion om doublure te worden van Dany Verlinden. Nemec slaagde er niet in om het clubicoon uit doel te spelen, maar speelde in zijn eerste twee seizoenen toch 31 wedstrijden – onder andere twee UEFA Cup-wedstrijden tegen FC Barcelona. In de achtste finale van de Beker van België 2001/02 stopte Nemec in de strafschoppenserie tegen Antwerp FC een strafschop van Bernt Evens, waardoor Club Brugge doorging naar de kwartfinale en uiteindelijk het toernooi won.
In het seizoen 2002/03 speelde Nemec geen enkele officiële wedstrijd voor Club Brugge. Nadat zijn contract afliep, bleef hij enkele maanden zonder club. In januari 2004 leek Nemec bij Antwerp FC te gaan tekenen, maar de deal sprong uiteindelijk af. De doelman keerde uiteindelijk terug naar Slovenië, waar hij voor NK Domžale, ND Beltinci, NK Kobilje en ND Beltinci speelde. Met Domžale werd hij in 2007 en 2008 landskampioen.

### Interlandcarrière
Nemec nam als reservedoelman van Slovenië deel aan het EK 2000 en WK 2002. Enkele maanden voor het WK 2002 speelde hij tegen Honduras zijn eerste en meteen ook enige interland. In de oefeninterland tegen het Centraal-Amerikaanse land viel hij tijdens de rust in voor eerste doelman Marko Simeunovič bij een 0-1-ruststand. Slovenië verloor uiteindelijk met 1-5.